# Cyclopsetta chittendeni
Cyclopsetta chittendeni är en fiskart som beskrevs av Bean, 1895. Cyclopsetta chittendeni ingår i släktet Cyclopsetta och familjen Paralichthyidae. Inga underarter finns listade i Catalogue of Life.